# 지갑

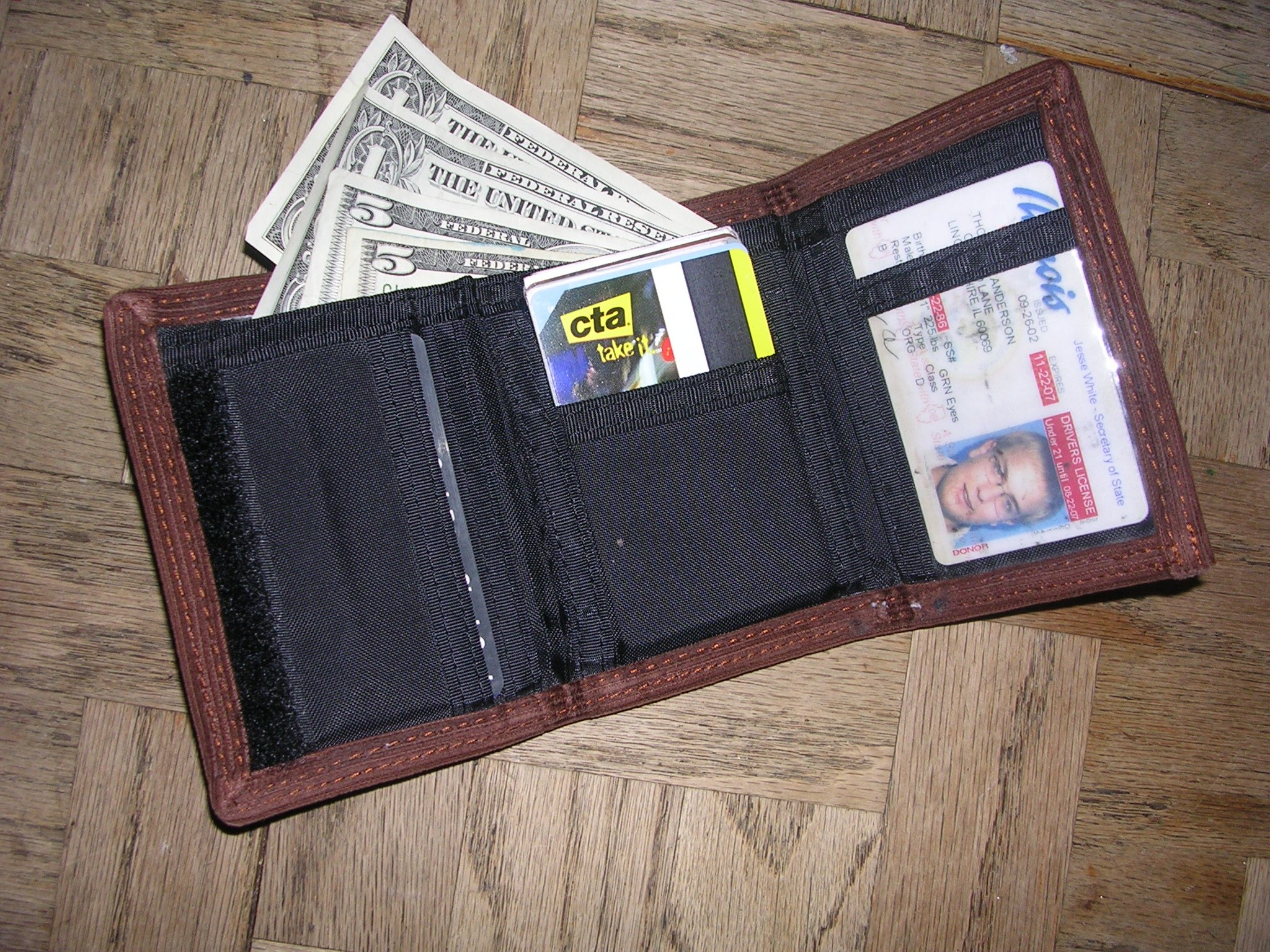
지폐와 현금인출카드를 위한 주머니, 그리고 신분증을 보여주는 창이 있는 삼단 지갑

지갑(紙匣)은 납작한 케이스나 파우치로, 주로 현금, 직불카드, 신용카드와 같은 작은 개인 물품을 휴대하는 데 사용된다. 또한 운전면허증, 신분증, 클럽 카드와 같은 신분증, 사진, 교통 패스, 명함 및 기타 종이 또는 코팅된 카드를 보관한다. 지갑은 일반적으로 직물이나 피혁으로 만들어지며, 보통 주머니에 들어갈 만한 크기이며 접을 수 있다.
지갑에는 머니 클립, 동전 지갑, 사슬 잠금 장치, 끈, 똑딱단추, 끈, 또는 지퍼가 포함될 수 있다. 여권, 착용 가능한 신분증, 수표책을 보관하는 전문 지갑도 있다. 일부 특이한 지갑은 손목이나 신발에 착용한다. 지갑은 장신구로 사용되거나 소유자의 스타일, 부, 또는 사회적 지위를 나타내는 데 사용될 수 있다.

## 어원
지갑의 영단어 월렛(wallet)은 14세기 후반에 "가방" 또는 "배낭"을 의미했으며 불확실한 기원(노르만-프랑스어 golette(작은 주둥이)?) 또는 유사한 게르만어 단어에서 유래했는데, 이는 "말다"를 의미하는 원시 게르만어 "wall"에서 왔다(뿌리 "wel"은 "돌리거나 회전하다"를 의미한다). (예를 들어 네덜란드어와 프리슬란드어의 "knapzak" 참조). 윌리엄 셰익스피어의 초기 용법은 오늘날의 배낭과 더 유사한 것을 묘사했다. "지폐를 휴대하는 납작한 케이스"라는 현대적 의미는 1834년 미국 영어에서 처음 기록되었다.
고대 그리스어 단어인 키비시스(kibisis)는 신 헤르메스가 들고 다니던 주머니와 신화 속 영웅 페르세우스가 괴물 메두사의 잘린 머리를 담아 다닌 자루를 묘사한다고 하는데, 이는 일반적으로 "지갑"으로 번역되었다.

## 역사

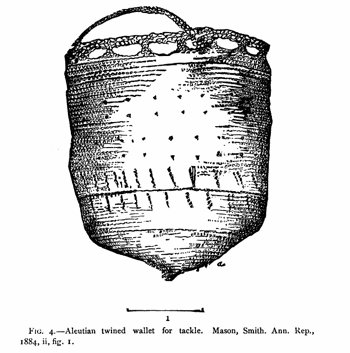
낚시 도구를 휴대하기 위한 알류트족 지갑

### 고대 그리스
고전학자 A. Y. 캠벨은 "고대 문헌에서 지갑의 용도는 무엇인가?"라는 질문에 답하려 했다. 그는 테오크리투스 연구자로서 "지갑은 가난한 사람의 휴대용 식량 창고였다. 또는 가난과 상관없이 식량을 비축하는 물건이었다"고 추론했다. 그는 때때로 사람이 직접 지갑에서 먹을 수도 있지만, 가장 특징적인 언급은 점심 바구니처럼이 아니라 생존 배낭처럼 "물품을 채워넣는 저장 공간"으로 사용되었다는 점을 시사한다고 보았다.

### 르네상스
지갑은 1600년대 서구에 지폐가 도입된 이후 발전했다. (최초의 지폐는 1690년 매사추세츠만 식민지에 의해 신세계에 도입되었다.) 지폐가 도입되기 전에는 동전 지갑 (보통 간단한 끈 달린 가죽 주머니)이 주화를 보관하는 데 사용되었다. 초기 지갑은 주로 소나 말 가죽으로 만들어졌으며 인쇄된 명함을 위한 작은 주머니가 포함되었다.
엘리자베스 시대 상인 존 프램턴의 삶을 이야기하며 로렌스 C. 워스는 그 상인을 "25세의 젊은 영국인으로, 단정하게 옷을 입고, ..., 검을 차고 벨트에 '보우겟'(또는 예산)이라고 불리는 것을 달고 다녔는데, 이는 현금, 회계 장부, 그리고 일상생활에 필요한 작은 물품들을 휴대하는 가죽 주머니나 지갑이었다"고 묘사한다.

### 19세기

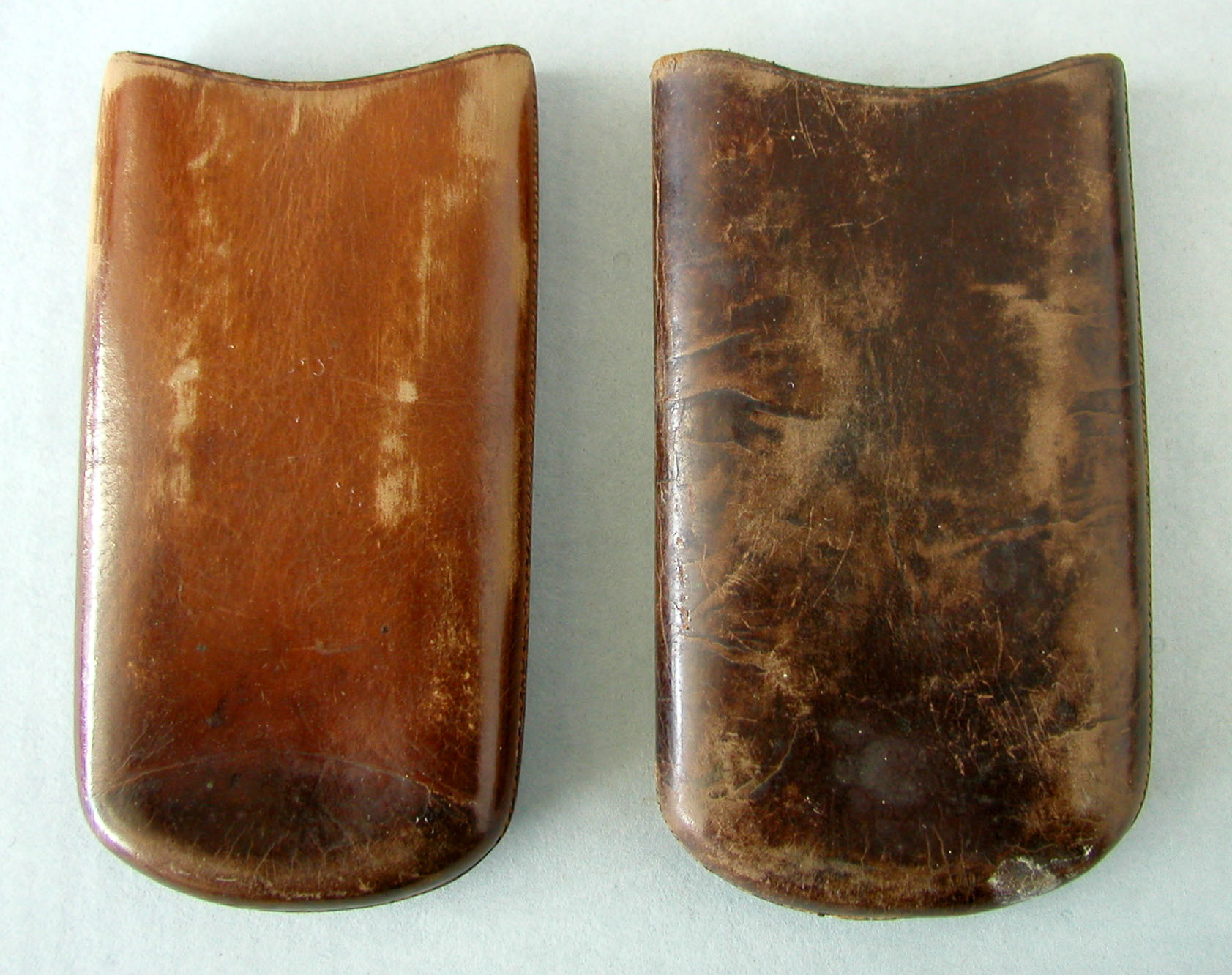
19세기 중반 가죽 지갑 또는 주머니

돈이나 화폐 외에도 지갑은 말린 고기, 식량, "보물", 그리고 "드러내지 말아야 할 것들"을 휴대하는 데에도 사용되었다. 지갑은 원래 초기 산업 시대 미국인들이 사용했다. 19세기 미국에서는 지갑을 벨트에 차고 다니는 것이 "반쯤 문명화된" 것으로 여겨졌다. 이 시기에는 물건이나 지갑을 주머니에 넣고 다니는 것이 야만적이고 흔하지 않은 것으로 간주되었다.
스페인에서는 지갑이 흡연 용품을 담는 케이스였다. "모든 남자는 작은 흰 종이 뭉치 외에 작은 가죽 지갑을 가지고 다녔는데, 그 안에는 부싯돌과 쇠붙이, 그리고 불꽃에 즉시 불이 붙는 '예스카'라고 불리는 소량의 말린 식물 섬유가 들어 있었다."

### 20세기–현재

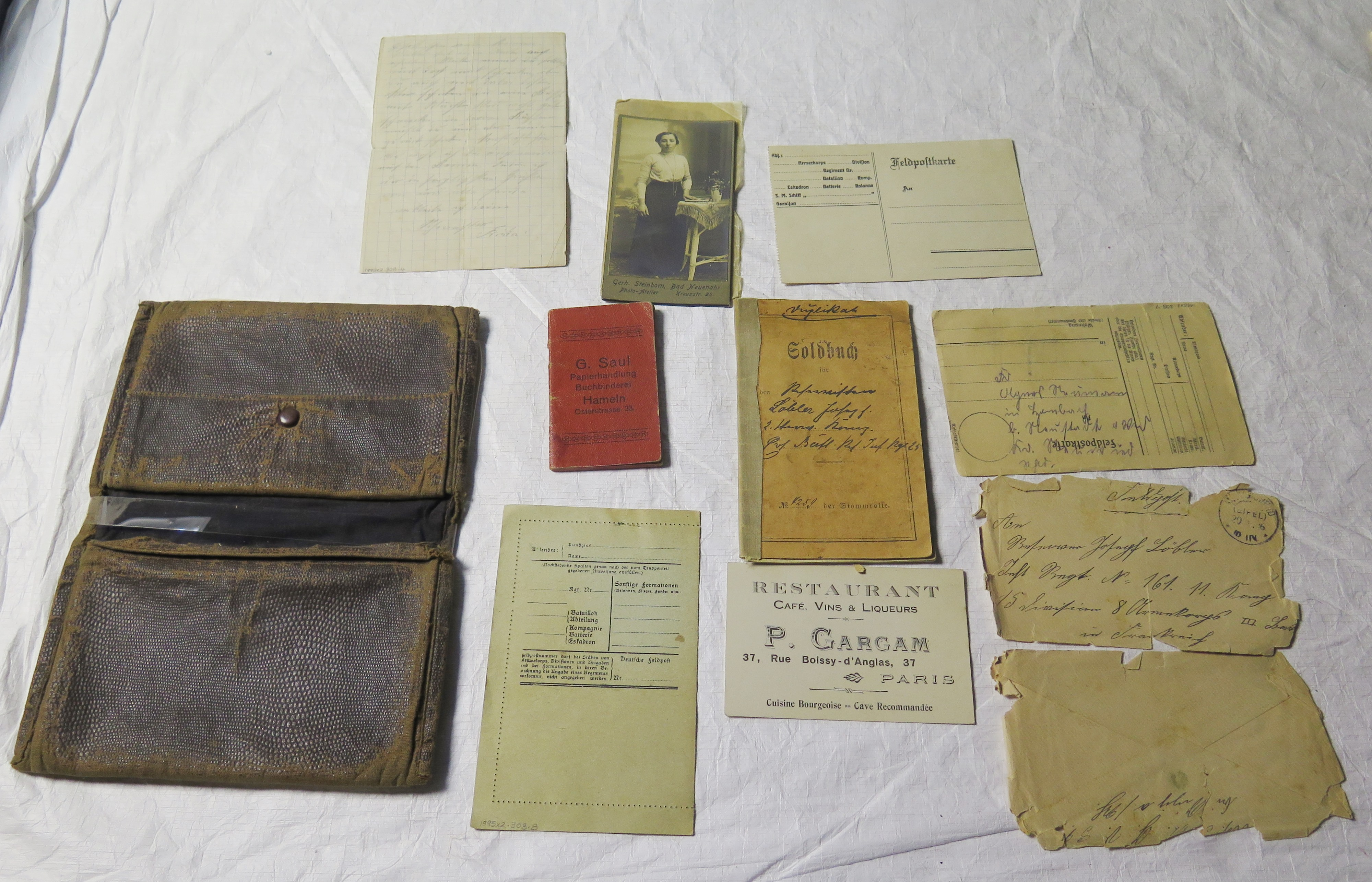
제1차 세계대전 시대의 지갑과 그 내용물

여러 개의 "카드 슬롯"을 가진 현대적인 양면 지갑은 1950년대 초 최초의 신용카드가 도입되면서 표준화되었다. 1970년대에 벨크로 잠금 장치 지갑이 도입되는 등 몇 가지 혁신이 있었다. 주머니에 들어가는 크기의 지갑은 오늘날까지 인기를 유지하고 있다.
사이버 공간의 온라인 장부에만 존재하는 암호화폐의 경우, 암호화폐 지갑은 소유자의 비밀 키를 안전하게 보관하고, 소유자를 인증하며, 소유자가 거래를 안전하게 서명할 수 있도록 하는 컴퓨팅 도구이다. "하드웨어 지갑"은 이를 더욱 안전하게 수행하는 단일 목적 컴퓨터이다.

## 현대적 예시
지갑은 일반적으로 지폐와 신용카드를 보관하도록 설계되었으며 주머니나 손가방에 들어간다. 신용카드나 신분증을 넣을 공간이 없는 지폐 보관용 작은 케이스는 머니 클립으로 분류될 수 있으며, 이는 ISO/IEC 7810 카드만을 보관하도록 설계된 작은 케이스를 설명하는 데에도 사용될 수 있다.
브레스트 지갑"비서 지갑"이라고도 불리는 이 지갑은 지폐를 접지 않는다. 남성용 재킷 안주머니나 손가방에 넣기 위한 것이다. 브레스트 지갑은 바지 주머니에 보관하기에는 너무 크기 때문에 종종 수표 및 기타 금전 문서를 보관한다.
반지갑지폐를 한 번 접어 보관하는 지갑 유형. 신용카드와 신분증은 가로 또는 세로로 보관할 수 있다.
삼단 지갑두 번 접히는 지갑으로, 신용카드는 일반적으로 세로로 보관된다.
앞주머니 지갑현금 수납 공간이 없고 카드용 주머니가 거의 없는 케이스. 일반적으로 지폐는 접혀서 지갑 칸에 보관된다.
머니 클립 지갑크기 면에서는 앞주머니 지갑과 유사하며, 지폐는 일반적으로 강력한 자석으로 고정된 클립에 의해 고정된다.
장지갑청바지와 함께 착용하는 경우가 많으며 사슬, 끈 또는 가죽 띠로 고정되는 더 큰 지갑. 지폐는 평평하게 보관되며, 장지갑에는 일반적으로 동전 지갑이 있다. 모터사이클을 탈 때 지갑을 안전하게 보관하기 위해 바이커들이 유행시켰으며, 작은 사슬 지갑은 1970년대~80년대 펑크 패션과 1990년대 초 그런지 패션 및 헤비 메탈 패션과 함께 인기를 얻었다. 장지갑은 일본과 같은 현금 기반 국가의 남성들에게 인기가 많으며 아메리카 원주민의 미적 영향을 반영할 수 있다.
지갑 밴드직물이나 고무로 만들어진 연속적인 탄성 밴드를 사용하여 카드 및 현금을 고정하는 지갑 유형. 지갑 밴드는 전통적인 지갑의 부피를 줄여준다.
손목 지갑손을 자유롭게 유지하기 위해 손목에 고정할 수 있는 지갑 유형.
여행 지갑여행객들이 여권, 입장권, 탑승권, 외국 통화, 여행자 수표, 여행 일정, 여행자 보험, 호텔 예약 정보 등 필수 서류를 함께 보관하는 데 사용된다.
ID 케이스/넥 파우치신분증을 보관하도록 설계된 플라스틱 투명 칸막이가 있는 얇은 나일론 또는 가죽 케이스. 주로 목에 걸고 다니며, 작은 물건을 보관할 수 있는 추가 주머니가 많아 지갑으로도 기능한다.
신발 지갑지갑으로 사용하기 위해 신발에 부착하는 작은 파우치. 주로 운동 중에 착용하도록 설계되었다.
디지털 지갑디지털 통화를 관리하기 위한 컴퓨터 파일.
암호화폐 지갑비트코인과 같은 암호화폐의 개인 키가 저장되는 디지털 지갑.
하드웨어 지갑소유자를 식별하고 소유자가 온라인 거래를 안전하게 서명할 수 있도록 하는 별도의 물리적 장치로 구축된 암호화폐 지갑.
옆으로 접는 지갑내용을 한 겹이 아닌 두 겹으로 나누어 두께가 절반이다. 매우 얇은 천으로 만들 수도 있다. 특허 출원.
L자형 지퍼 지갑지갑의 두 면을 따라 지퍼가 있는 직사각형 모양의 지갑.
금속 지갑일반적으로 알루미늄이나 타이타늄으로 만든 얇은 지갑. 나무나 가죽과 같은 다른 재료와 결합된 형태로 발견될 수 있다.
신용카드 홀더신용카드를 보관하기 위한 직사각형 모양의 지갑.
카드 홀더 지퍼 지갑동전과 신용카드 홀더를 위한 지퍼가 있는 직사각형 모양의 지갑.
수표책표준 크기의 수표를 보관할 수 있는 지갑
봉투형 지갑덮개 플랩이 있는 봉투와 유사한 특징을 가진 긴 지갑.
자동 지갑버튼으로 삽입된 카드를 꺼내 사용할 수 있도록 하는 메커니즘이 있는 지갑. 팝업 또는 계단식 지갑이라고도 한다.
전술 지갑자, 작은 톱, 칼, 병따개 또는 기타 도구를 통합한 기능성 지갑. 스위스 아미 나이프와 유사한 얇고 지갑 크기의 멀티툴이다.
RFID 차단 지갑근접 감지 기능이 있는 카드 주변에 패러데이 새장 역할을 하는 지갑. NFC 및 RFID 신호를 차단하여 휴대용 RFID 리더가 민감한 데이터를 읽는 것을 방지할 수 있다.

## 재료
지갑의 전통적인 재료는 피혁이나 직물이지만, 다른 많은 유연한 평판 재료를 제작에 사용할 수 있다. 타이벡과 같은 부직포가 사용되며, 때로는 그 재료에 인쇄된 방수 지도를 재활용하기도 한다. 짜여진 금속, 예를 들어 구리나 스테인리스강으로 만든 가는 망은 전자기 차폐 특성을 가져 내장된 NFC 및 RFID 태그의 무단 스캔을 방지한다고 홍보되는 지갑에 포함되었다. 인스트럭터블과 같은 DIY 웹사이트에는 데님, 케블라, 또는 덕트 테이프와 같은 재료로 지갑을 만드는 많은 프로젝트가 소개되어 있다.

## 지역적 차이
일부 지갑, 특히 고액 주화가 널리 사용되는 유럽에서는 동전 지갑 칸이 포함되어 있다. 일부 지갑에는 닫힘을 유지하는 고정 장치나 밴드가 내장되어 있다. 유로 지폐 및 파운드 지폐와 같은 유럽 지폐는 일반적으로 미국 지폐보다 크기가 크기 때문에 일부 작은 미국 지갑에는 맞지 않는다.

## 비유적 사용
"지갑"의 영단어 wallet이라는 용어는 또한 개인의 전반적인 개인 예산을 의미하는 환유로 사용된다. 사쎄(Sasse)의 "환유" 정의 중 하나는 지갑을 용어의 의미("담고 있는 용기가 그 내용물 대신 언급되는 축약된 말")의 예로 사용한다. 예를 들어, 돈을 요구하는 사람에게 지갑을 들고 "여기 100달러 있습니다"라고 말하는 경우이다. 지갑은 또한 관련 수사법인 환유의 정의에서도 예시로 사용된다: "만약 우리가 범죄자의 심장을 칠 수 없다면, 지갑을 치자."

## 사진첩

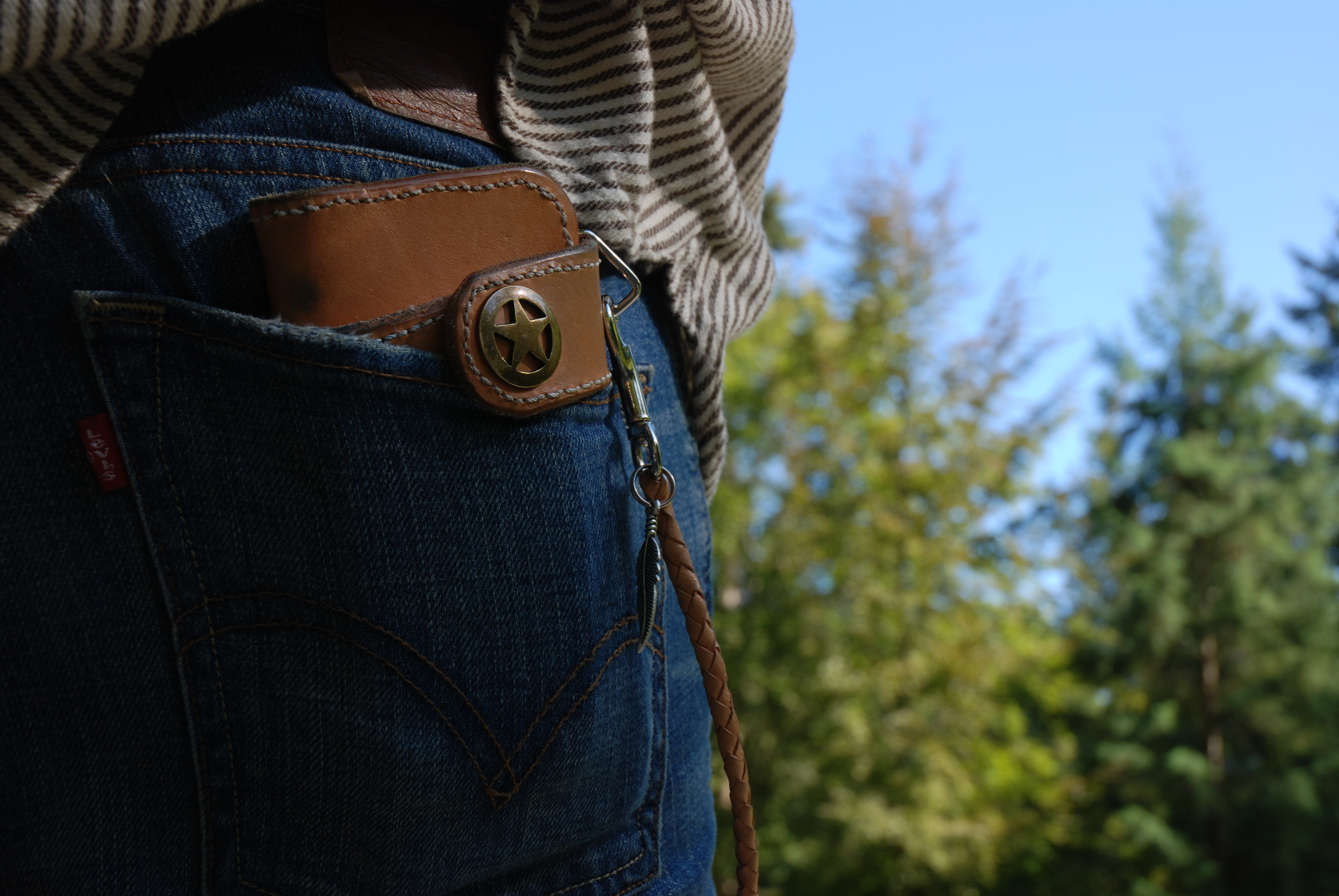
가죽끈 또는 자석으로 부착된 큰 지갑
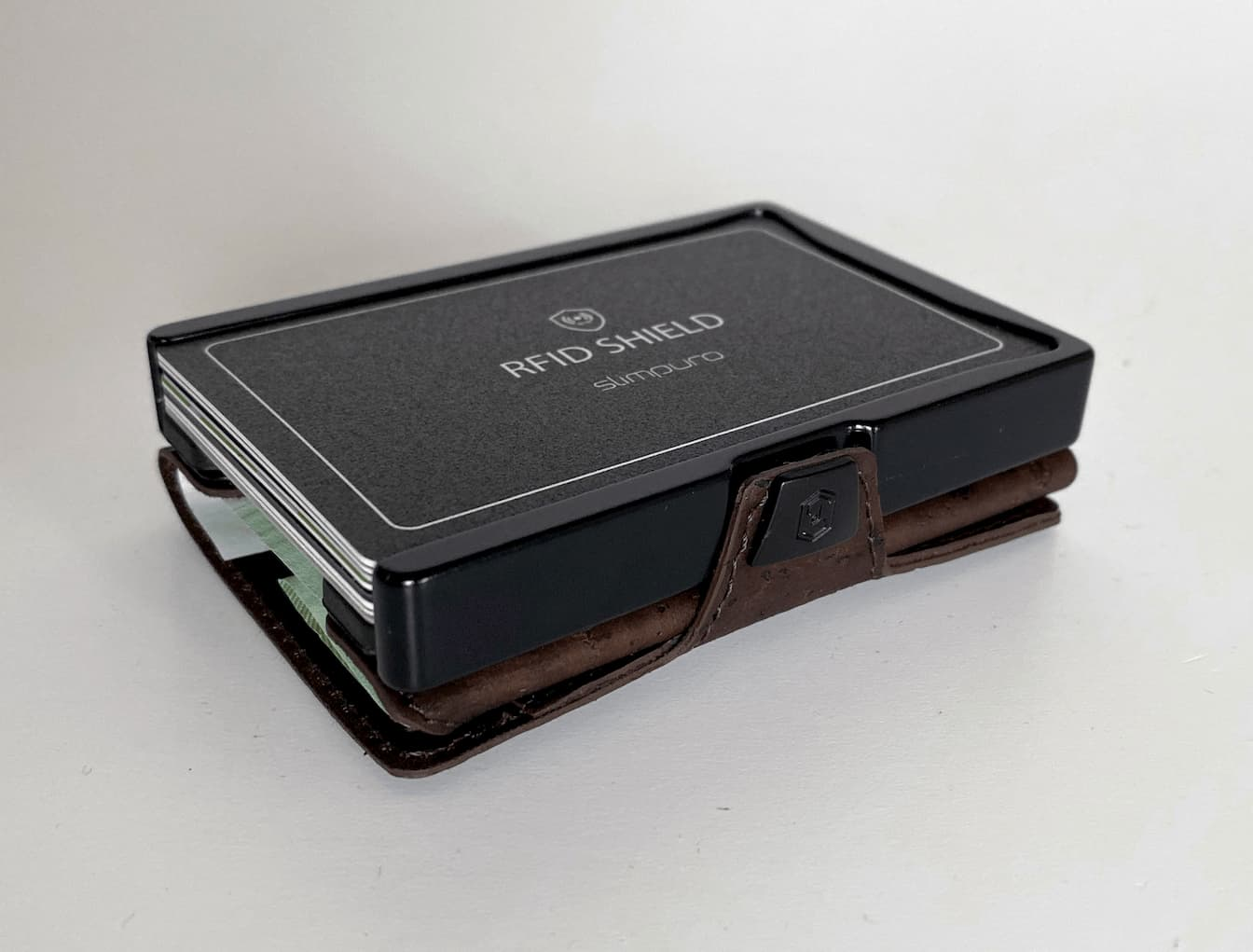
RFID 신호 차단 슬림 지갑
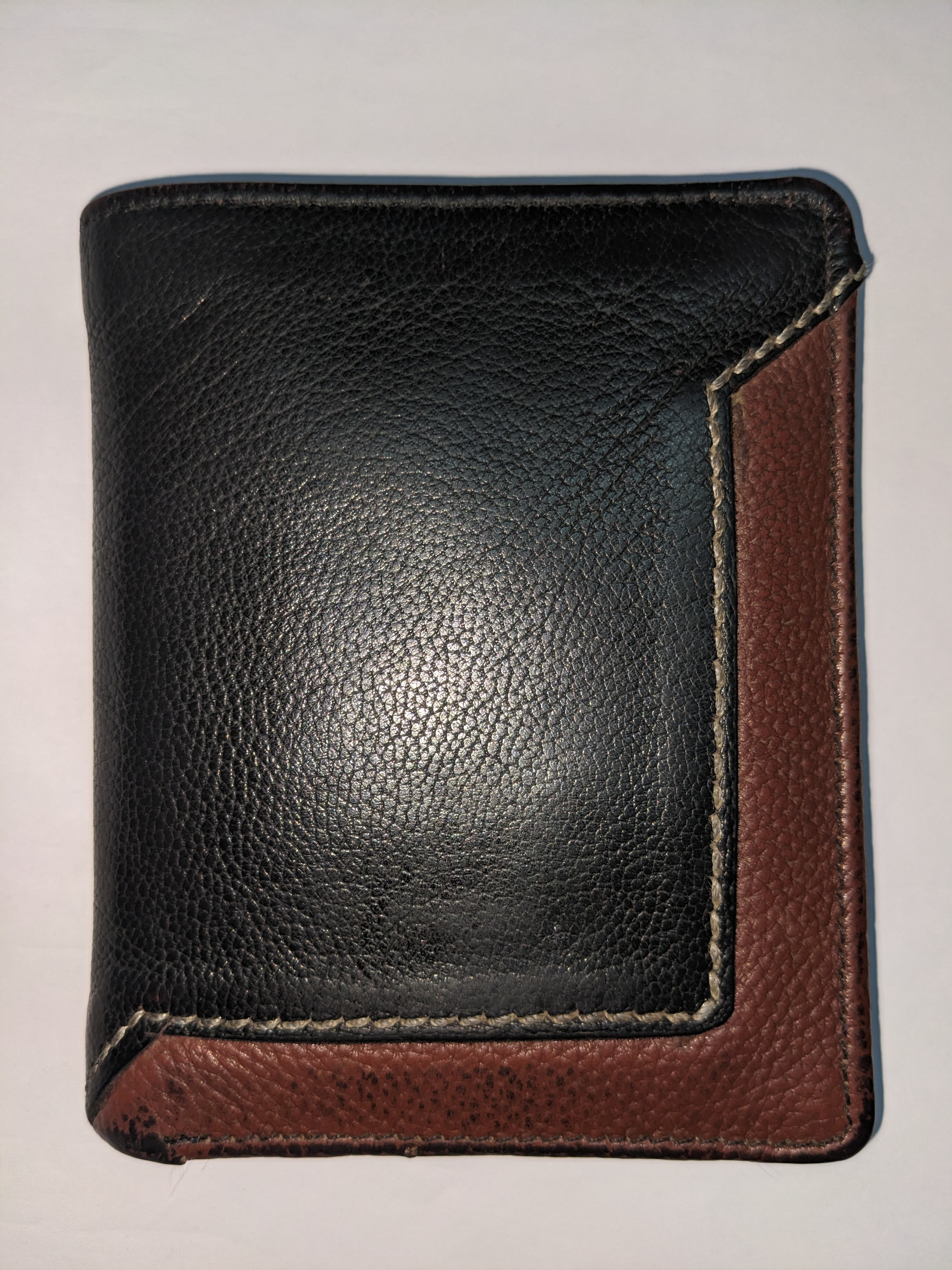
가죽 지갑
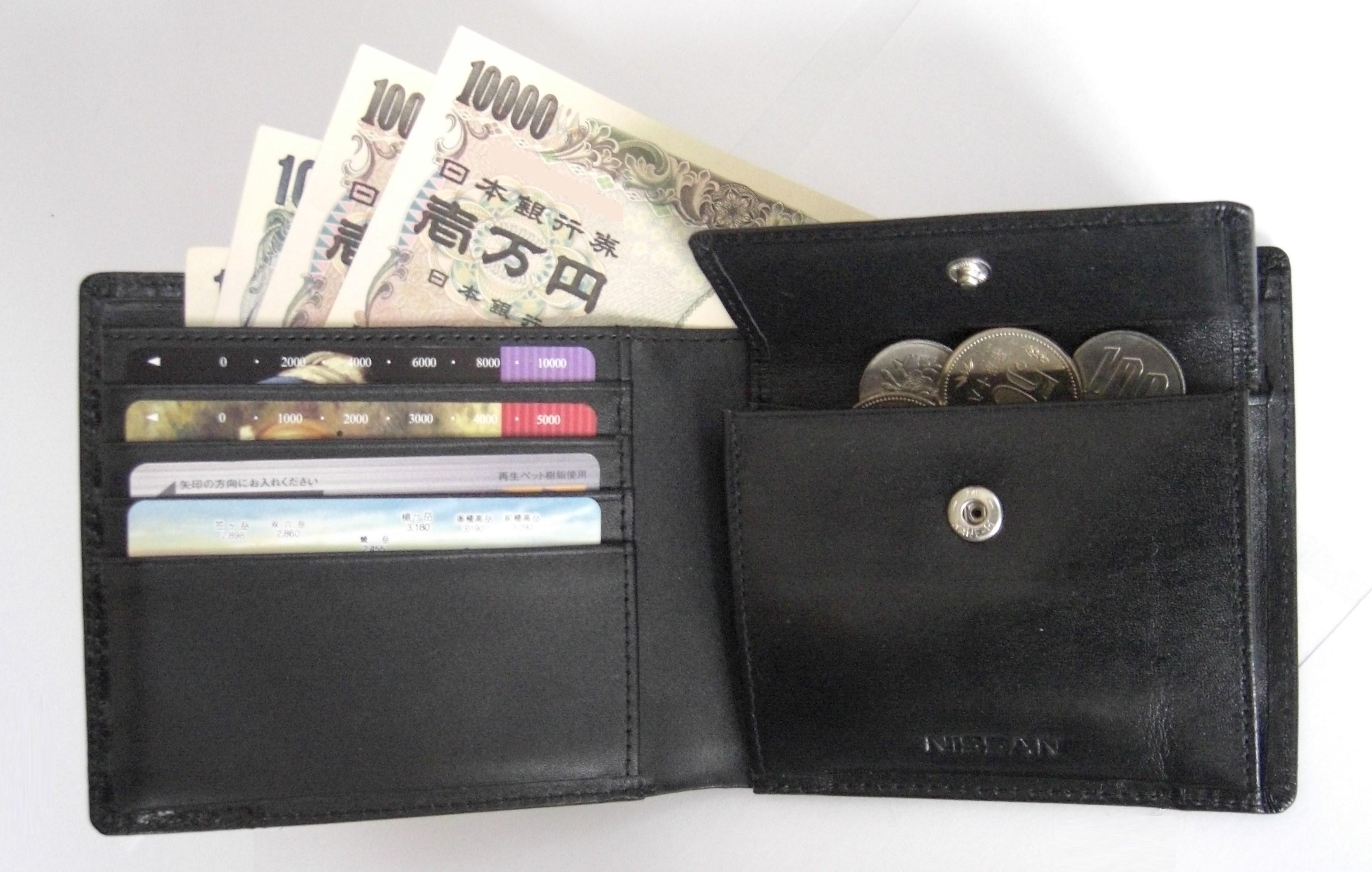
동전 지갑이 있는 일본식 지갑
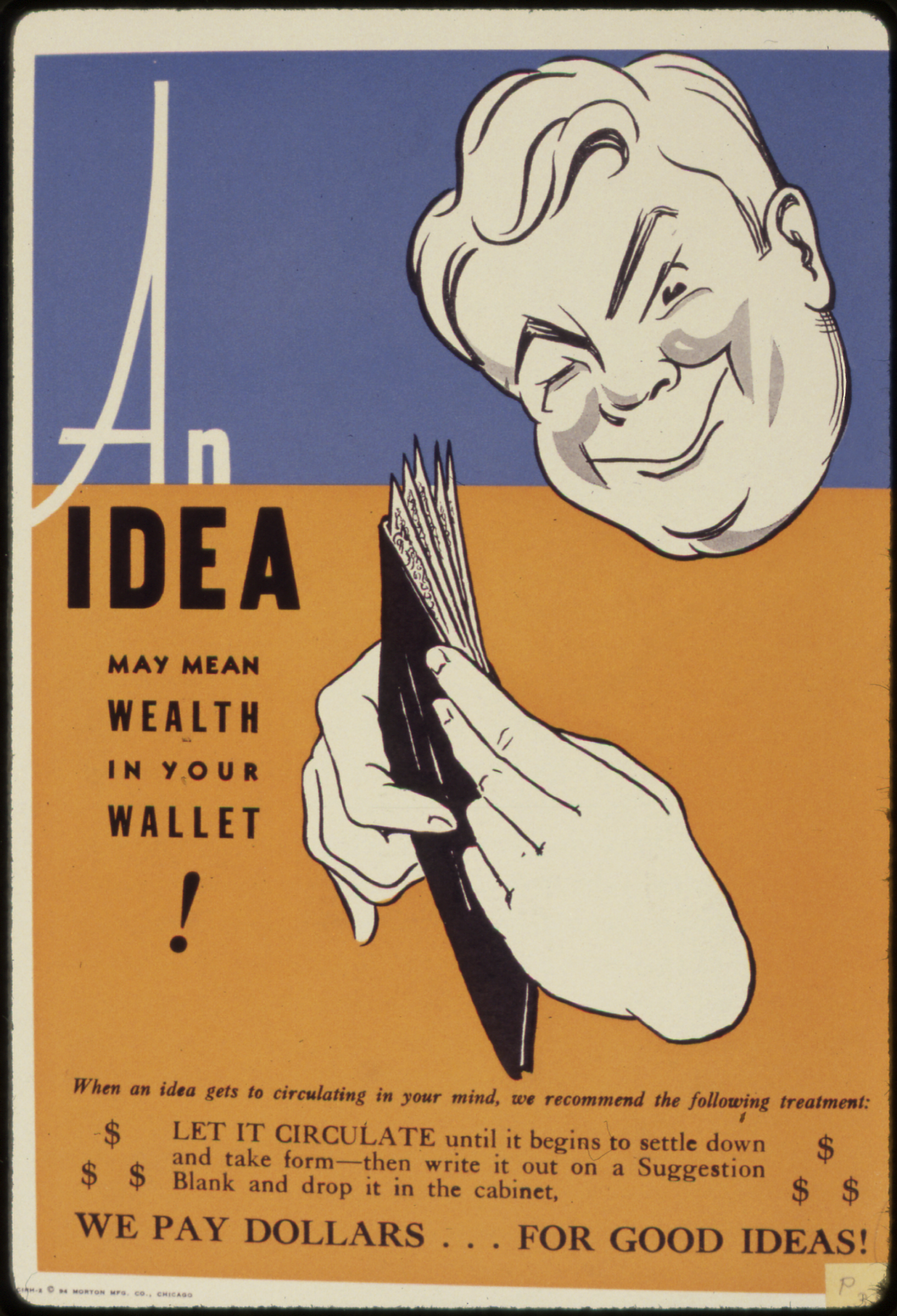
혁신적인 제안을 구하는 포스터에 "생각은 당신의 지갑에 부를 의미할 수 있습니다."라고 쓰여 있다.

## 같이 보기
- 머니 클립
- 동전 지갑
- 전자지갑
- 핸드백